# Micromus dissimilis
Micromus dissimilis är en insektsart som först beskrevs av Nakahara 1915.  Micromus dissimilis ingår i släktet Micromus och familjen florsländor. Inga underarter finns listade i Catalogue of Life.